# Święty Hieronim na pustyni (obraz Giovanniego Belliniego)
Święty Hieronim na pustyni (wł. San Girolamo nel deserto) – obraz temperowy na desce weneckiego malarza Giovanniego Belliniego, powstały ok. 1450 roku, znajdujący się w zbiorach Barber Institute of Fine Arts w Birmingham.

## Historia
Obraz jest jedną z pierwszych prac Giovanniego Belliniego, jeżeli uznać jego rzeczywiste autorstwo. W momencie powstania dzieła twórca miał kilkanaście lat i praktykował w warsztacie swojego ojca Jacopa Belliniego w Wenecji. W XV w. św. Hieronim był popularnym świętym. Wiadomości o jego życiu czerpano ze Złotej legendy Jakuba de Voragine, która zawiera opowieść o lwie szukającym pomocy u świętego. Epizod ten został zaprezentowany przez Belliniego na obrazie.
Przed 1856 rokiem obraz był w rękach D. Goodyeara w Gloucester, który wystawił go w londyńskiej Christie’s. W 1863 roku został zakupiony do prywatnej kolekcji w Szkocji. Ponownie trafił do Christie’s w lipcu 1948 roku. Barber Institute of Fine Arts w Birmingham zakupił go w 1949 roku za sumę 7700 £. Należy do Narodowej Kolekcji Europejskiego Malarstwa Kontynentalnego (ang. National Inventory of Continental European Paintings), numer inwentarzowy: 49.1. Święty Hieronim na pustyni był prezentowany na wystawach w Pałacu Dożów w Wenecji w 1949 roku, w Scottish National Gallery w Edynburgu w 2004 roku oraz w salach Scuderie del Quirinale w Rzymie w 2008, na specjalnej wystawie poświęconej twórczości Giovanniego Belliniego.

## Opis obrazu
Można dopatrzeć się niezwykłej prostoty w sposobie przedstawienia tematu. Skała, na której siedzi święty, zajmuje prawie połowę obrazu. Pozostała płaszczyzna podzielona została również na dwie połowy: dolną, ukazującą płaską, płową pustynię oraz górną, prezentująca zielony krajobraz w oddali. Pustkowie i zieloną krainę łączy zaznaczona droga. Krajobraz zdaje się ukazywać sytuację, w której święty pustelnik znalazł się z własnej woli: samotność i doświadczenie pustyni w konfrontacji z tym, co zostawił za sobą. W sensie egzystencjalnym może on przypominać wyschnięte drzewo, namalowane przez Belliniego po prawej stronie. W większości piętnasto- i szesnastowiecznych wizerunków św. Hieronima odnajdujemy specyficzny dramatyzm w ukazaniu otoczenia. We wzajemnej relacji świętego i natury, ta ostatnia zależy od ludzkiego podmiotu, nadając mu duchowego czy moralnego znaczenia, ale również podmiot ten potrzebuje otoczenia, by móc się w pełni wyrazić. W tym dramacie krajobraz odgrywa więc czynną rolę, nie jest tylko tłem dla jednostki.
Malarz przedstawił św. Hieronima ubranego w cienką, białą tunikę. Błogosławi on siedzącego przed nim lwa. Zwierzę unosi swoją lewą łapę, pokazując pustelnikowi wbity w nią kolec. Hieronim jest człowiekiem zaprawionym w boju ze słońcem, którego skóra przybrała barwę brązowawą, ale i uczonym egzegetą, wertującym lewą ręką Pismo Święte. Umiejscowiony w oddali osioł zapewne symbolizuje ubogie, pokutne życie starego eremity. Również królik może być metaforą samotniczego życia w grocie. 
Dzieło jest sygnowane u dołu: IHOVANES BELINUS. Jeśli chodzi o cartellino z sygnaturą autora, użycie kapitalików wskazywać może na czeladniczy okres powstania obrazu. W dojrzałych dziełach artysta stosował litterae antique. Niezwyczajne jest też napisanie IHOVANES raczej niż IOHANNES. Użycie tylko jednej litery „L” w nazwisku, pojawiło się także na obrazie Madonna z Dzieciątkiem z ok. 1450, namalowanym przez ojca Jacopa Belliniego. Obraz ten znajduje się w Accademia Tadini w Lovere.